# Rundell Winchester
Rundell Winchester (Point Fortin, Trinidad y Tobago, 16 de diciembre de 1993) es un futbolista trinitense. Juega como delantero y milita en el Marsaskala F. C. de la Challenge League Maltesa.

## Trayectoria
Comenzó su carrera en el club Stokely Vale. Posteriormente, el 20 de diciembre de 2012, el Central anunció su contratación. Sólo un día después, el 21 de diciembre, realizó su debut con un doblete incluido en la derrota de 5-2 contra Caledonia. 
El 22 de julio de 2014, se trasladó al Visé belga. Al año siguiente retornó a su club de origen, Central. Ese mismo año fichó por el Portland Timbers 2, de la United Soccer League. 
Un sucesivo paso por el club estadounidense le permitió regresar al Viejo Continente, con el PS Kemi de la Primera División de Finlandia. En ese club nada más disputó 6 juegos.
En 2018 fichó por el Platense Fútbol Club.

## Selección nacional
Ha sido internacional con la selección de Trinidad y Tobago en seis ocasiones.

## Clubes
| Club                     | País              | Año       |
| ------------------------ | ----------------- | --------- |
| Central F. C.            | Trinidad y Tobago | 2012-2014 |
| C. S. Visé               | Bélgica           | 2014      |
| Central F. C.            | Trinidad y Tobago | 2015      |
| Portland Timbers 2       | Estados Unidos    | 2015      |
| PS Kemi                  | Finlandia         | 2016      |
| AC Kajaani               | Finlandia         | 2016      |
| Central F. C.            | Trinidad y Tobago | 2017      |
| North East Stars         | Trinidad y Tobago | 2017      |
| Platense F. C.           | Honduras          | 2018-2019 |
| Gudja United F. C.       | Malta             | 2019-2020 |
| Hibernians F. C.         | Malta             | 2020-2021 |
| Marsaxlokk F. C.         | Malta             | 2021      |
| Żabbar St. Patrick F. C. | Malta             | 2021-2022 |
| Khaleej Sirte S. C.      | Libia             | 2022      |
| Marsaskala F. C.         | Malta             | 2022-     |